# Sovka ostrovní
Sovka ostrovní (Ninox novaeseelandiae) je malá hnědá a zavalitá sova obývající převážně Nový Zéland. Dříve také obývala Ostrov Lorda Howa, ale zde je nyní zaniklá a téměř zaniklá je i na ostrově Norfolk. 

## Systematika
Sovku ostrovní formálně popsal německý přírodovědec Johann Friedrich Gmelin v roce 1788 pod původním pojmenováním Strix novaeseelandiae. Současná systematika sovku ostrovní řadí do početného rodu Ninox. 
Systematika je značně zmatečná v důsledku existence druhového komplexu. Pokud je v případě Ninox novaeseelandiae ve zdrojích uváděno širší rozšíření skrze Australasii, zahrnuje v takovém případě i druhy Ninox boobook (Austrálie, Nová Guinea, Timor a Sundské ostrovy) a Ninox leucopsis (Tasmánie), samostatné na základě IOC. Na základě studie z roku 2017 je N. leucopsis blíže příbuzná s N. novaeseelandiae než s N. boobook, navzdory geografické blízkosti Tasmánie a Austrálie i jejich spojení pevninským mostem během pleistocénu.
K roku 2023 jsou uznávány tři poddruhy:
- N. n. novaeseelandiae (Gmelin, 1788) – Severní a Jižní ostrov Nového Zélandu a Stewartův ostrov
- N. n. undulata (Latham, 1801) – Norfolk
- † N. n. albaria Ramsay, 1888 – Ostrov Lorda Howa

## Ekologie
Následující informace se týkají celého druhového komplexu
Sova norfolkská (Ninox novaeseelandiae undulata) obývající Norfolkský ostrov je jeden z poddruhů této sovy. V roce 1987 jeho populace tak poklesla, že zbyl ve volné přírodě jen poslední přežívající jedinec, samice Miamiti, která zemřela v roce 1996 a zanechala několik mladých sovek se samcem, který byl vybrán pro tento účel. Od této doby se hybridní populace pomalu zotavuje a nyní žije v přírodě několik desítek sov. Tento poddruh je také zaznamenán jako ohrožený v Seznamu ohrožované fauny Austrálie.
Sovka ostrovní má téměř 20 alternativních a běžných jmen, většinou oblastních; nejvíce používané je zřejmě mopoke nebo morepork. V maorštině je nazývána jako Ruru. Mnoho z domorodých názvů jsou onomatopoická.

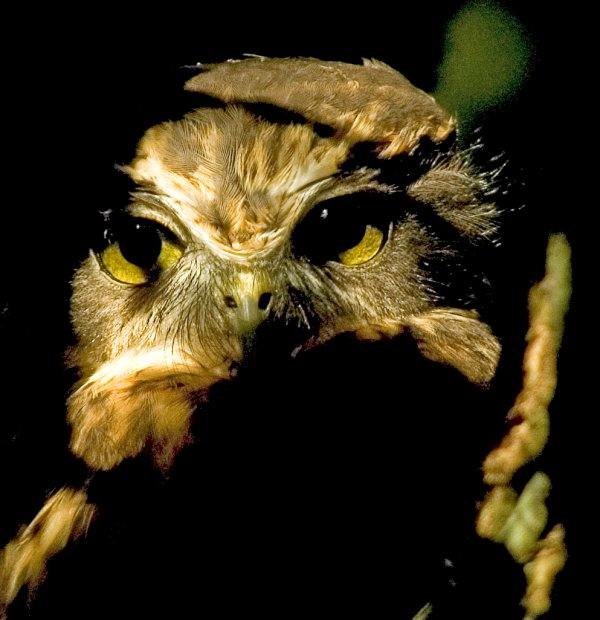

Sovka ostrovní je hnědá s bílými skvrnami, obličej je bíločerný. Obvykle dosahuje délky 30–35 cm a hmotnosti 150–175 g. Vyskytuje se ve většině lokalitách se stromy, od hustých tropických deštných lesů až k okrajům vyprahlých zón, hospodářské půdě, alpským pastvinám, ale obývá i mírné lesy. Většinou žije v párech nebo v malých rodinných skupinkách, tvořených z jednoho dospělého páru a několika mláďat; velice zřídka žije i samotářským životem. Mají noční aktivitu, mnohdy jsou k vidění i během svítání nebo soumraku; na Novém Zélandu jsou aktivní i přes den. Loví večer a brzy ráno, ve kratších intervalech i v noci, ale pouze pokud je vhodné počasí.
Sovka ostrovní je velice rychlý a hbitý pták a mezi jeho kořist patří převážně hmyz (hlavně můry), ale i pavouci, ještěrky, drobní ptáci a hlodavci, většinou krysy. Sovka ostrovní hnízdí v listopadu a do hnízda snáší 3 až 4 vejce, která se vyvíjejí zhruba 30 dní.
Sovka ostrovní se také objevuje na znaku fiktivního města Ankh-Morpork.
V České republice je od roku 2011 chována v Zoo Plzeň, kde sdílí expozici s kivim hnědým.